# 戈壁雏鸟属
戈壁雏鸟属（学名：Gobipipus，意为“戈壁沙漠的雏鸟”）是反鸟亚纲的一个属，生存于距今8000至7600万年左右晚白垩世中坎帕期的蒙古。它是从一具不完整的胚胎化石中获知的，该化石由一支俄蒙联合考察队在戈壁沙漠的西戈约特组发现。